# Nazionale maschile di calcio di Saint-Martin
La nazionale di calcio di Saint-Martin è la rappresentativa calcistica della parte francese dell'isola di Saint Martin, conosciuta con il nome di Collettività d'oltremare di Saint-Martin, dipendente dalla Francia.
Essa è controllata dal Comité de Football des Îles du Nord, distaccamento della FFF e che non fa parte della FIFA. Pertanto la nazionale non può partecipare a nessuna manifestazione organizzata dalla stessa, incluso il campionato mondiale, ma, essendo affiliata alla CONCACAF, può disputare le competizioni da essa organizzate, quali la Gold Cup.
La squadra non è da confondersi con Sint Maarten, selezione della parte meridionale della medesima isola ed appartenente ai Paesi Bassi.

## Storia
Saint-Martin è una squadra piuttosto debole e non ha mai raggiunto la fase finale di un torneo internazionale.
Dopo la gara inaugurale nel 1988 contro la selezione di Sint Maarten, con cui divide il territorio dell'omonima isola, la nazionale di Saint-Martin disputò gli incontri valevoli per le qualificazioni alla Coppa dei Caraibi 1990. Da quel momento, ad eccezione di un'amichevole nel 1997, giocò una partita ufficiale solo nel 2001, per le eliminatorie che garantivano l'accesso alla stessa competizione. Il periodo più difficile è coinciso con i disastri causati dall'uragano Irma nel settembre 2017, che privò i saint-martinois di un impianto sportivo per mesi.
I Saint Swallows non hanno mai partecipato alle tre edizioni della Coupe de l'Outre-Mer, riservata alle collettività francesi d'oltremare.